# Žreboklun
Žreboklun (v izvirniku angleško Buckbeak) je izmišljen lik iz serije fantazijskih romanov o Harryju Potterju britanske pisateljice J. K. Rowling. 
Je hipogrif, bitje s konjskim telesom in velikimi krili. Lahko prenaša zelo težak in velik tovor in zato v knjigi Harry Potter in jetnik iz Azkabana odigra pomembno vlogo, saj Harry in Hermiona z njegovo pomočjo rešita Siriusa, Harryjevega botra. Pred tem Žrebolkuna rešita pred usmrtitvijo zaradi njegove domnevne napadalnosti - v resnici pa gre le za kruto namero Draca Malfoya, da bi Žrebokluna pokončal.
Žreboklun se kasneje pojavi tudi v peti knjigi, saj živi s Siriusom v njegovi hiši.